# Sei Renggas
Sei Renggas is een bestuurslaag in het regentschap Asahan van de provincie Noord-Sumatra, Indonesië. Sei Renggas telt 5293 inwoners (volkstelling 2010).